# Meoneura hungarica
Meoneura hungarica är en tvåvingeart som beskrevs av Papp 1977. Meoneura hungarica ingår i släktet Meoneura och familjen kadaverflugor. Inga underarter finns listade i Catalogue of Life.